# 雙層列車

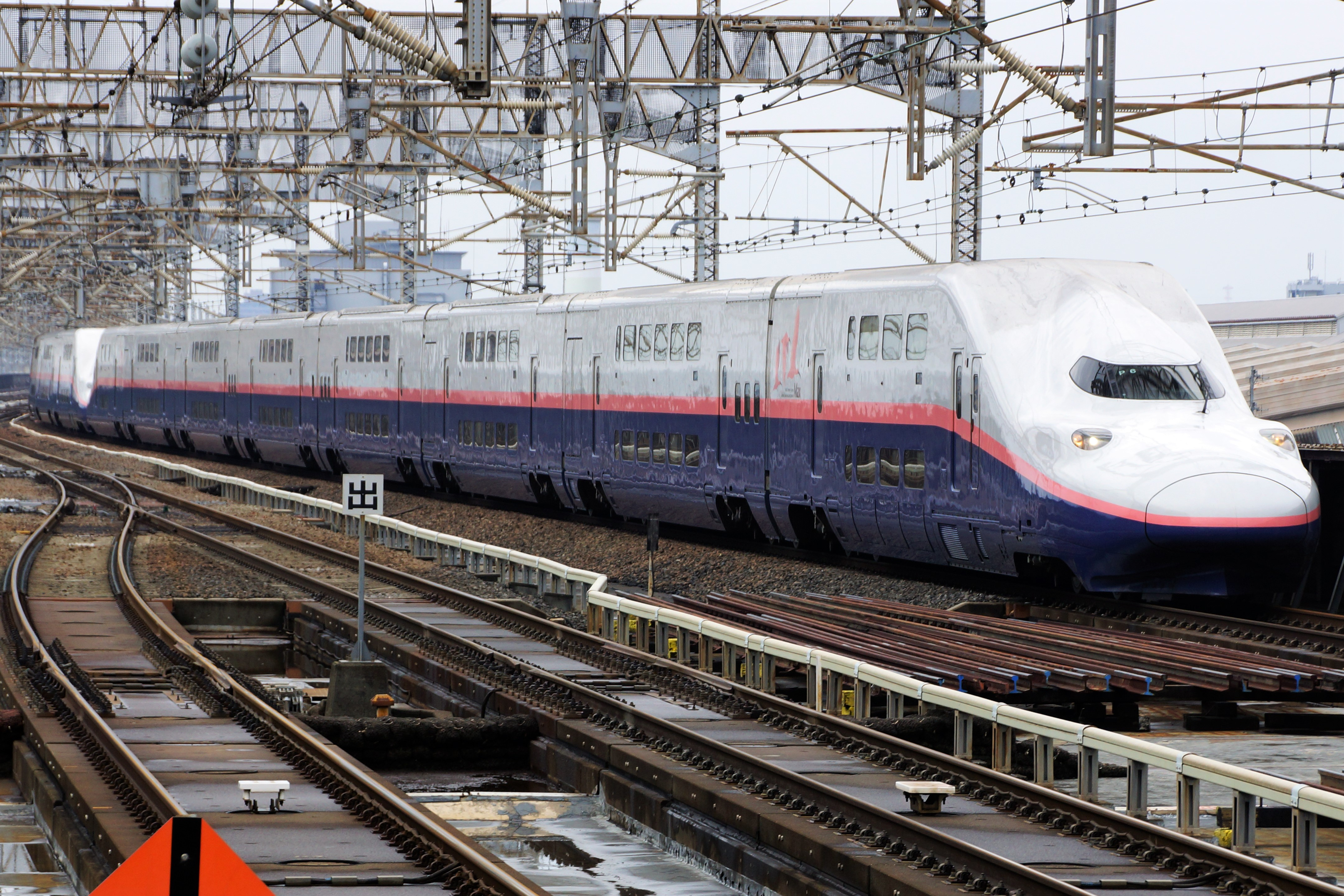
日本新幹線E4系電力動車組为全列双层，该车型主要用于東北、上越與長野新幹線，2021年10月全部退出运营

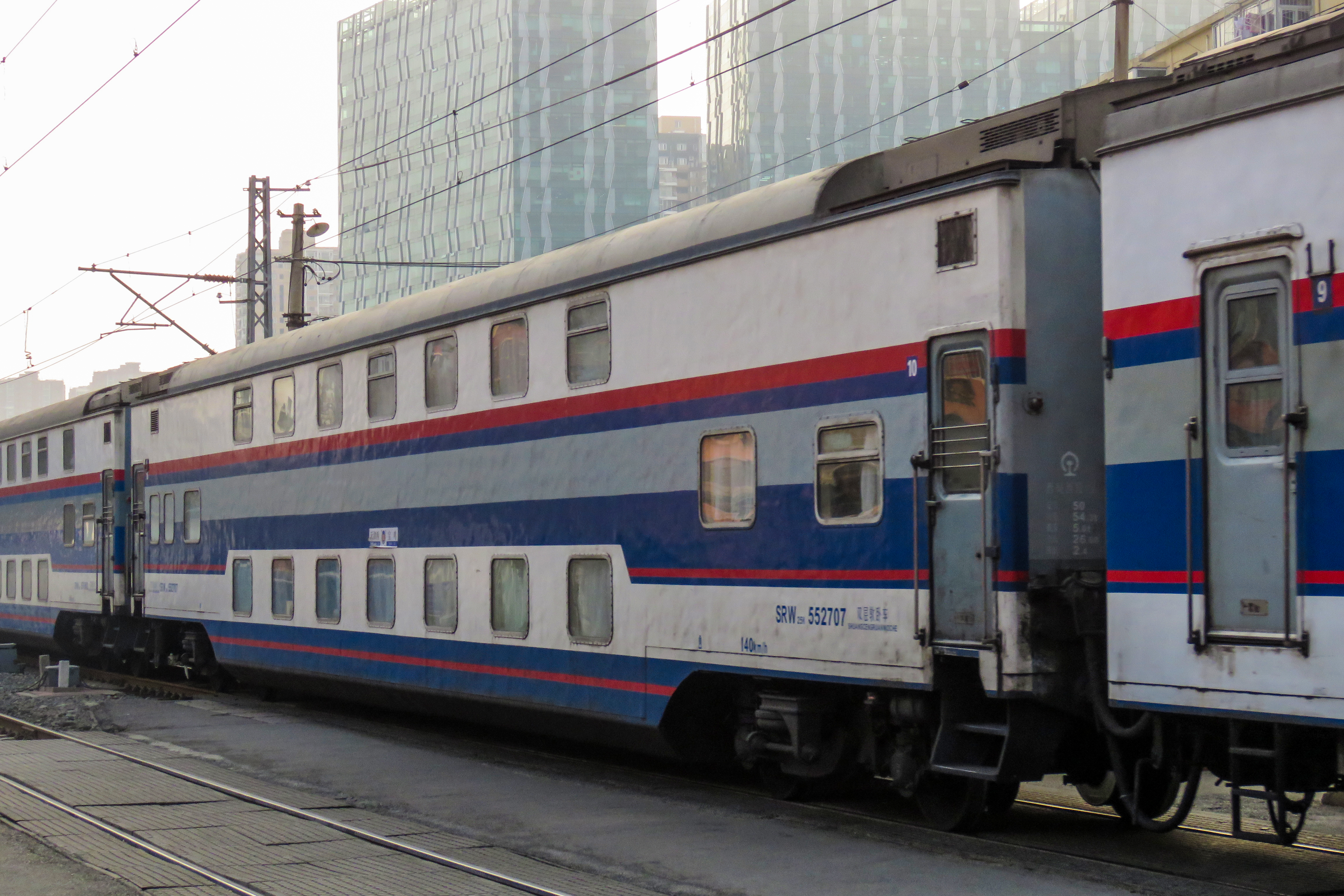
中国曾在中长途铁路客运中使用双层卧铺车

雙層列車是一種有兩層乘客空間的列車，並透過這樣增加車廂的載客量。
在可行的時候使用雙層列車，不但可以解決路線的運量問題，也能避免使用其他需要額外興建基礎建設的選項（例如為加長列車長度而延長月台、升級訊號系統以加密列車班距、在現存路線旁額外加上軌道）。
也有人提出雙層列車比較節能。此外，雙層列車可以比普通的列車載客更多（增加一倍），如果最小淨空以及最大淨空許可的話，甚至不需要雙倍的重量來牽引或使用雙倍的物料來建造。不過，因為進出雙層列車的旅客比進出單層旅客的多，雙層列車需要更長時間在車站裡上客及落客。而增加了的停車時間 使它們更常被使用於較少停站的長途路線（也可能是為了觀景需要）。
使用雙層列車在最大淨空比較低的鐵路系統中並不可行。美國東北部的鐵路，包括東北走廊也在此列（除了為新澤西通勤鐵路設計的龐巴迪多層客車），也包括幾乎全個英國的鐵路系統。在一些國家（例如英國），新路線的最小淨空比原有路線更高，以預留在未來使用雙層列車的可能性

## 歷史

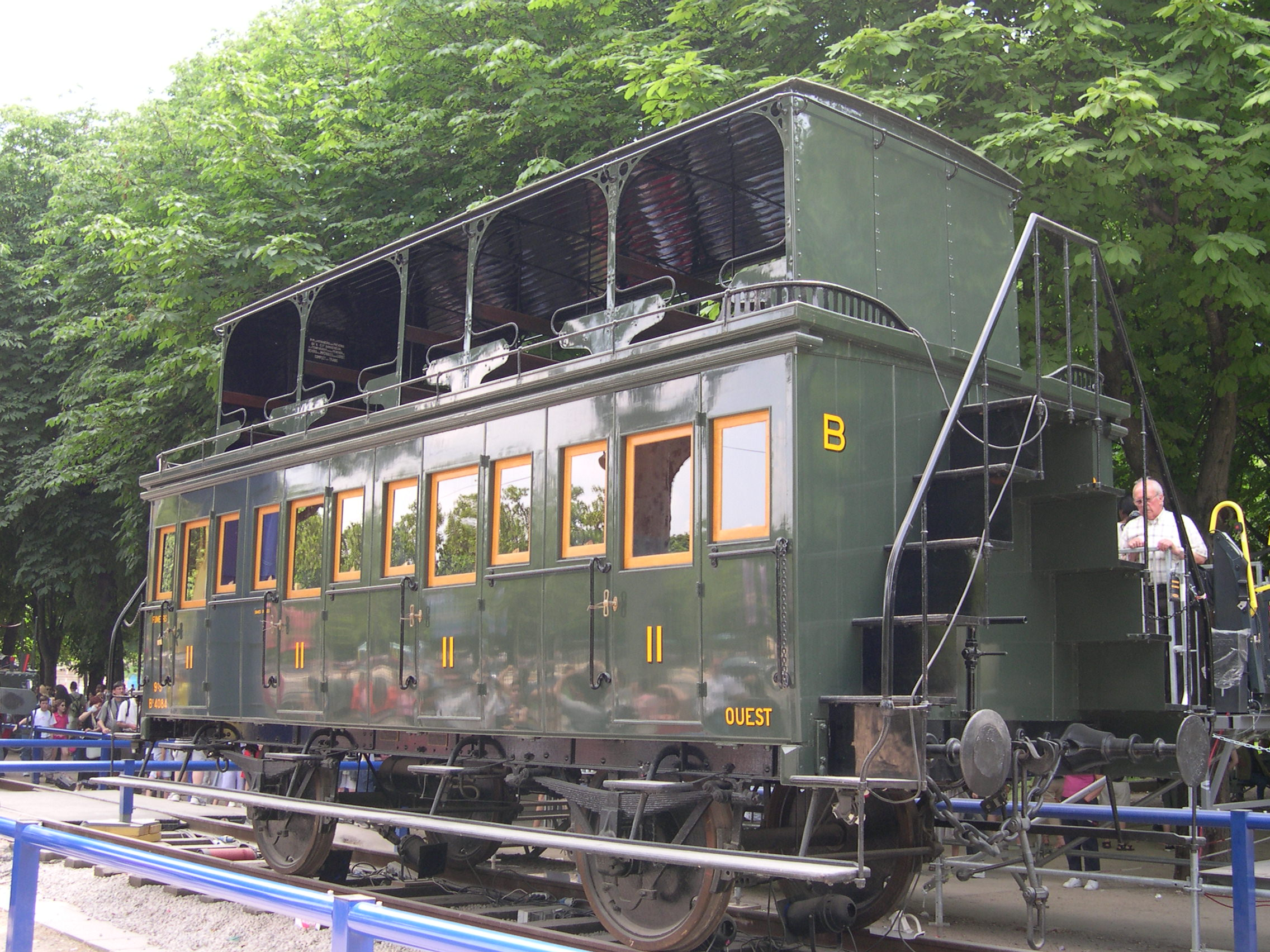
「早期雙層列車」

雙層車廂的存在可被追溯到19世紀中後期。在1870年的法國，數百輛在座位上有蓋的「早期雙層列車」被西部鐵路，東部鐵路以及北部鐵路。這種車廂已被使用了至少20年，這種車廂的設計是在上方有蓋的同時，兩側是開放的。
芝加哥、伯靈頓和昆西鐵路在1950年將雙層列車投入芝加哥區域的通勤鐵路。這個舉動十分成功，也促使了艾奇遜、托皮卡和聖塔菲鐵路在1954年將雙層列車（也就是Hi-Level列車）投入芝加哥至洛杉磯的「隊長列車」長途列車服務。

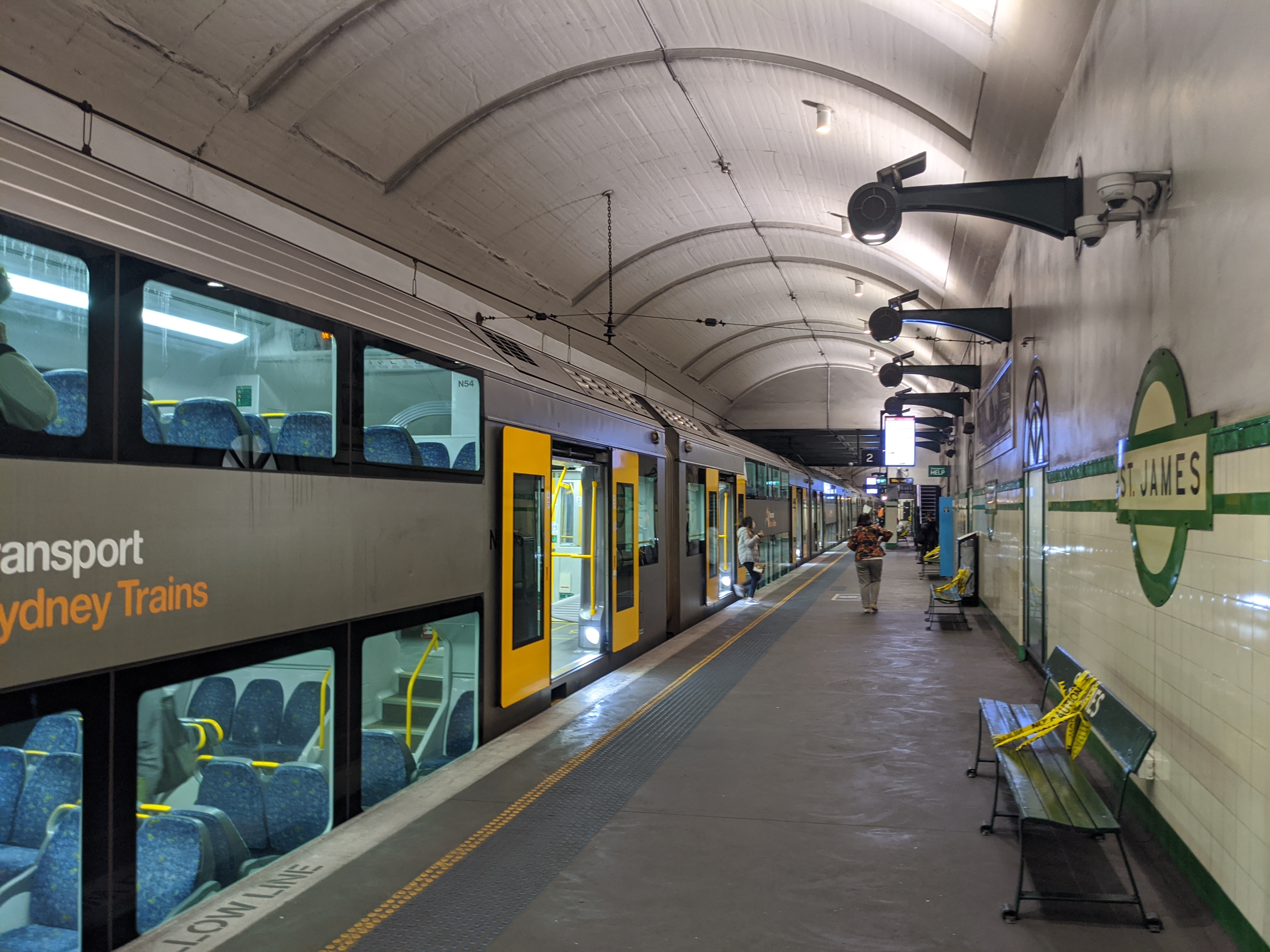
悉尼的雙層列車

在1968年，四輛實驗性質的雙層列車在澳洲悉尼，也是全球最早的雙層電聯車。

## 常見設計
在雙層列車的設計中，列車的下層通常會被下降至低於車輪的上層，使其比較接近鐵軌，然後再加設上層。這樣的設計使列車更易通過橋樑、隧道以及架空電纜（最小淨空）。而這個設計也同時降低了車身的高度（最大淨空）和重心。
因應車站月台不同的高度，三種設計應運而生，行走需要服務高月台車站的路線的雙層列車需要有「分離式」設計，也就是車門在中間層，並能從中間層前往上下兩層的座位（有時這種車輛的中間層也有一些座位，從而使車廂雙層的範圍縮短）。 而對於行走不需要服務高月台車站的路線的雙層列車而言，「兩層式」的設計則更為適合，這種設計是指使用列車下層來達成無障礙上車。而也有一種極罕有的「兩層在輪子以上」的設計，這一種設計是在傳統的單層客車上堆疊額外一層，在使用低月台的情況下，乘客需要踏上上車的階梯，然後在透過車內的樓梯抵達上層。

## 營運者
- 香港铁路有限公司：九廣通

## 除此之外
- 雙層巴士
- 雙層電車
- 列車